# Ozero Zelenskoje
Ozero Zelenskoje (ryska: Озеро Зеленское) är en sjö i Belarus.   Den ligger i voblasten Vitsebsks voblast, i den nordöstra delen av landet, 220 km nordost om huvudstaden Minsk. Ozero Zelenskoje ligger 150 meter över havet. Arean är 0,93 kvadratkilometer. Den sträcker sig 1,2 kilometer i nord-sydlig riktning, och 2,1 kilometer i öst-västlig riktning.
Följande samhällen ligger vid Ozero Zelenskoje:
- Babinavichy (589 invånare)

I omgivningarna runt Ozero Zelenskoje växer i huvudsak blandskog. Runt Ozero Zelenskoje är det glesbefolkat, med 17 invånare per kvadratkilometer.